# FIBA European Champions Cup 1982-1983
La Coppa dei Campioni 1982-1983 di pallacanestro maschile venne vinta, per il secondo anno consecutivo, dalla Pallacanestro Cantù.
Hanno preso parte alla competizione 24 squadre. La formula della competizione fu cambiata: come avveniva fino all'edizione 1975-1976, le squadre giocarono due turni iniziali ad eliminazione diretta con gare di andate e ritorno (e somma dei punti), prevendo una fase a gruppi valevole per la qualificazioni alla finale, cui accedevano le prime due classificate. La finale è stata organizzata a Grenoble.

## Risultati

### Ottavi di finale
Le gare di ottavi di finale sono state giocate il 7 e il 14 ottobre 1982.
| Team #1                | Agg.      | Team #2             | Andata | Ritorno |
| ---------------------- | --------- | ------------------- | ------ | ------- |
| Murray Edinburgh       | 145 - 155 | Friburgo Olympic    | 74-78  | 71-77   |
| T71 Dudelange          | 97 - 203  | Pallacanestro Cantù | 51-99  | 46-104  |
| Partizani Tirana       | 154 - 171 | Honvéd              | 90-81  | 64-90   |
| Al-Ittihad Alessandria | 110 - 154 | Cibona Zagabria     | 58-65  | 52-89   |
| Ammerud Oslo           | 123 - 222 | DONAR Groningen     | 56-106 | 67-116  |
| Union Vienna           | 140 - 179 | Maccabi Tel-Aviv    | 63-85  | 77-94   |
| Crystal Palace         | 173 - 171 | Saturn Colonia      | 75-74  | 98-97   |
| Alvik Stoccolma        | 188 - 191 | Real Madrid         | 93-99  | 95-92   |
| Turun NMKY             | 167 - 149 | TJ VŠ Praga         | 90-63  | 77-86   |
| Skovlunde              | 140 - 238 | CSKA Mosca          | 67-114 | 73-124  |
| Panathinaikos Atene    | 125 - 167 | Moderne Le Mans     | 58-55  | 67-112  |
| Eczacıbaşı             | 154 - 190 | Billy Milano        | 82-86  | 72-104  |

### Quarti di finale
Le gare dei quarti di finale sono state giocate il 4 e l'11 novembre 1982.
| Team #1          | Agg.      | Team #2             | Andata | Ritorno |
| ---------------- | --------- | ------------------- | ------ | ------- |
| Friburgo Olympic | 154 - 220 | Pallacanestro Cantù | 75-112 | 79-108  |
| Honvéd           | 187 - 209 | Cibona Zagabria     | 89-87  | 98-122  |
| DONAR Groningen  | 144 - 157 | Maccabi Tel-Aviv    | 76-69  | 68-88   |
| Crystal Palace   | 170 - 192 | Real Madrid         | 89-81  | 81-111  |
| Turun NMKY       | 163 - 220 | CSKA Mosca          | 71-89  | 92-131  |
| Moderne Le Mans  | 143 - 171 | Billy Milano        | 64-85  | 79-86   |

### Semifinali
|    | Squadra             | G  | V | P  | PF  | PS  | Dif  | P.ti |
| -- | ------------------- | -- | - | -- | --- | --- | ---- | ---- |
| 1. | Pallacanestro Cantù | 10 | 7 | 3  | 856 | 762 | +94  | 17   |
| 2. | Billy Milano        | 10 | 7 | 3  | 796 | 766 | +30  | 17   |
| 3. | Real Madrid         | 10 | 6 | 4  | 901 | 853 | +48  | 16   |
| 4. | CSKA Mosca          | 10 | 5 | 5  | 849 | 856 | -7   | 15   |
| 5. | Maccabi Tel-Aviv    | 10 | 5 | 5  | 866 | 839 | +27  | 15   |
| 6. | Cibona Zagabria     | 10 | 0 | 10 | 792 | 984 | -192 | 11   |

|  | Qualificate alla finale |
|  | Eliminata               |

### Finale
24 marzo 1983 - Grenoble
| Team #1             | Agg.    | Team #2      |
| ------------------- | ------- | ------------ |
| Pallacanestro Cantù | 69 - 68 | Billy Milano |

| Coppa dei Campioni 1982-1983  |
| ----------------------------- |
| Pallacanestro Cantù 2º titolo |

## Formazione vincitrice
| N° | Naz.                   | Ruolo | Sportivo            |  | Alt. |  |
| -- | ---------------------- | ----- | ------------------- |  | ---- |  |
| 4  | Italia (bandiera)      | A     | Denis Innocentin    |  |      |  |
| 5  | Italia (bandiera)      | AC    | Fausto Bargna       |  |      |  |
| 6  | Italia (bandiera)      | P     | Giorgio Cattini     |  |      |  |
| 7  | Italia (bandiera)      | P     | Corrado Fumagalli   |  |      |  |
| 8  | Italia (bandiera)      | A     | Beppe Bosa          |  |      |  |
| 9  | Italia (bandiera)      | A     | Renzo Bariviera     |  |      |  |
| 10 | Stati Uniti (bandiera) | AG    | Jim Brewer          |  |      |  |
| 12 | Italia (bandiera)      | GA    | Antonello Riva      |  |      |  |
| 14 | Italia (bandiera)      | P     | Pierluigi Marzorati |  |      |  |
| 15 | Stati Uniti (bandiera) | C     | Wallace Bryant      |  |      |  |
|    | Italia (bandiera)      | A     | Antonio Sala        |  |      |  |
|    | Italia (bandiera)      | All.  | Giancarlo Primo     |  |      |  |